# Episodi de I Simpson (ventinovesima stagione)
La ventinovesima stagione de I Simpson è andata in onda negli Stati Uniti d'America dal 1º ottobre 2017 al 20 maggio 2018 su Fox.
In Italia la stagione è andata in onda su Italia 1 dal 1º ottobre al 26 ottobre 2018 saltando l'episodio 4, rimasto censurato, per poi essere pubblicato il 24 marzo 2020 sulla piattaforma digitale Disney+. Quest'ultimo, inizialmente programmato per il 16 novembre 2020 su Italia 1, è stato trasmesso il 20 febbraio 2021 sempre su Italia 1.
| N° | Codice di produzione | Titolo italiano                       | Titolo originale                                 | Prima TV USA     | Prima TV Italia                                     |
| -- | -------------------- | ------------------------------------- | ------------------------------------------------ | ---------------- | --------------------------------------------------- |
| 1  | WABF17               | I Servson                             | The Serfsons                                     | 1 ottobre 2017   | 1 ottobre 2018                                      |
| 2  | WABF22               | Splendore a Springfield               | Springfield Splendor                             | 8 ottobre 2017   | 2 ottobre 2018                                      |
| 3  | WABF16               | Fischio per fiasco                    | Whistler's Father                                | 15 ottobre 2017  | 3 ottobre 2018                                      |
| 4  | WABF18               | La paura fa novanta XXVIII            | Treehouse of Horror XXVIII                       | 22 ottobre 2017  | 24 marzo 2020 (Disney+) 20 febbraio 2021 (Italia 1) |
| 5  | WABF19               | Nonno, mi senti?                      | Grampy Can Ya Hear Me                            | 5 novembre 2017  | 4 ottobre 2018                                      |
| 6  | WABF20               | Marge sindaca                         | The Old Blue Mayor She Ain't What She Used to Be | 12 novembre 2017 | 5 ottobre 2018                                      |
| 7  | WABF21               | Bowling Games: i ragazzi di fuoco     | Singin' in the Lane                              | 19 novembre 2017 | 8 ottobre 2018                                      |
| 8  | XABF01               | Goodbye, Mr. Lisa                     | Mr. Lisa's Opus                                  | 3 dicembre 2017  | 9 ottobre 2018                                      |
| 9  | XABF02               | Gone Boy                              | Gone Boy                                         | 10 dicembre 2017 | 10 ottobre 2018                                     |
| 10 | XABF03               | Haw-Haw Land                          | Haw-Haw Land                                     | 7 gennaio 2018   | 11 ottobre 2018                                     |
| 11 | XABF04               | Frink testa teste                     | Frink Gets Testy                                 | 14 gennaio 2018  | 12 ottobre 2018                                     |
| 12 | XABF05               | Dove c'è Homer non c'è arte           | Homer Is Where the Art Isn't                     | 18 marzo 2018    | 15 ottobre 2018                                     |
| 13 | XABF06               | Quadretto di famiglia                 | 3 Scenes Plus a Tag from a Marriage              | 25 marzo 2018    | 16 ottobre 2018                                     |
| 14 | XABF08               | Paure di un clown                     | Fears of a Clown                                 | 1 aprile 2018    | 17 ottobre 2018                                     |
| 15 | XABF07               | Nessuna buona lettura rimane impunita | No Good Read Goes Unpunished                     | 8 aprile 2018    | 18 ottobre 2018                                     |
| 16 | XABF10               | Andiamo ai materassi!                 | King Leer                                        | 15 aprile 2018   | 19 ottobre 2018                                     |
| 17 | XABF11               | Sax o non sax                         | Lisa Gets the Blues                              | 22 aprile 2018   | 22 ottobre 2018                                     |
| 18 | XABF09               | Perdona e rimpiangi                   | Forgive and Regret                               | 29 aprile 2018   | 23 ottobre 2018                                     |
| 19 | XABF12               | Tiro mancino                          | Left Behind                                      | 6 maggio 2018    | 24 ottobre 2018                                     |
| 20 | XABF13               | Getta il nonno in Danimarca           | Throw Grampa from the Dane                       | 13 maggio 2018   | 25 ottobre 2018                                     |
| 21 | XABF14               | La scala di Flanders                  | Flanders' Ladder                                 | 20 maggio 2018   | 26 ottobre 2018                                     |

## I Servson
- Titolo originale: The Serfsons
- Sceneggiatura: Brian Kelley
- Regia: Rob Oliver
- Messa in onda originale: 1º ottobre 2017
- Messa in onda italiana: 1º ottobre 2018

Ambientato nel Medioevo, l'episodio si svolge nel regno fantastico di Springfielda, abitato dai Servson. Questi scoprono che la madre di Marge, Jacqueline, è stata morsa da un Ice Walker, una creatura umanoide che, mordendo le vittime, trasforma la loro carne in ghiaccio nell'arco di una settimana. L'unico modo per salvare l'anziana e per evitare che si congeli è quello di farle indossare l'Amuleto di Warmfyre, venduto sul mercato a un prezzo alto. Su richiesta della moglie, Homer cerca in tutti i modi di farsi dare i soldi necessari per l'acquisto dal suo datore di lavoro Lord Montgomery, ma non riesce a convincerlo. A questo punto Lisa decide di aiutare il padre rivelando di essere una maga e trasformando del piombo in oro. In questo modo lei riesce a far salvare la nonna, per la cui guarigione viene acquistato il fatidico amuleto, ma viene arrestata dai maghi del re Quimby (che si è accorto di tutto) con l'accusa di aver eseguito degli atti di magia illegali. Per salvarla, Homer raduna tutti i contadini del regno, i quali, dopo aver scalato il castello del re, sconfiggono quest'ultimo, ma si ritrovano ad affrontare un drago. Lo sgomento termina quando Jacqueline decide di sacrificarsi per la famiglia togliendosi l'amuleto, congelandosi completamente, entrando nella gola del drago e sconfiggendolo una volta per tutte. Tuttavia si scopre che il drago era la fonte di ogni magia che alimentava il regno e delle creature magiche che lo abitavano. L'episodio si conclude con Homer che riesce a riportare in vita il drago conferendogli, tuttavia, l'occasione di distruggere e di incendiare l'intero regno.
- Guest stars:  Billy Boyd (sé stesso), Nikolaj Coster-Waldau (Markery)

- Gag del divano:  assente

- Frase alla lavagna:  assente

- Curiosità: l'episodio è una parodia del trono di spade, con riferimento agli estranei.

L'episodio contiene citazioni anche da Lo Hobbit, Il Signore degli Anelli, Dungeons And Dragons, Pathfinder, Dragon Trainer, Le Cronache di Narnia.

## Splendore a Springfield
- Titolo originale : Springfield Splendor
- Sceneggiatura: Tim Long, Miranda Thompson
- Regia: Matthew Faughnan
- Messa in onda originale: 8 ottobre 2017
- Messa in onda italiana: 2 ottobre 2018

I Simpson sono disperati per Lisa che è ansiosa da giorni e che ha fatto un incubo sugli armadietti della scuola elementare di Springfield per la quarta notte consecutiva. Decidono così di affidarla alle cure di una terapeuta del college, la quale le suggerisce di disegnarle la sua giornata tipo entro il prossimo appuntamento, ma la piccola si rende conto di non essere capace di disegnare. Così Marge decide di aiutarla disegnando per lei, ma, una volta che i disegni sono pronti per essere consegnati alla terapeuta, Lisa li perde per poi scoprire che sono stati trovati da Kumiko, la moglie dell'Uomo dei fumetti, che ha deciso di raccoglierli in un graphic novel intitolato Bambina Triste e di venderli nel negozio del marito. Inizialmente se la prende con i due, ma, non appena scopre che la gente acquista i suoi fumetti omaggiandoli, rinsavisce e celebra il suo successo. In breve tempo, Lisa diventa famosa e le viene incaricato di lavorare ad altri numeri di Bambina Triste, ma Marge incomincia a sentirsi invidiosa per il fatto che non le venga riconosciuta alcuna responsabilità d'autore riguardo all'opera. Tra le due nascerà una rivalità che peggiorerà soprattutto quando Guthrie Frenel, un direttore teatrale, propone alla bambina di lavorare per uno show di Broadway incentrato sui fumetti.
- Guest stars:  Martin Short (Guthrie Frenel; doppiato in italiano da Oliviero Dinelli), Rachel Bloom (Annette), Kevin Michael Richardson (Test di Bechdel), Alison Bechdel (sé stessa), Roz Chast (sé stessa), Dan Harmon (sé stesso), Marjane Satrapi (sé stessa)

- Gag del divano:  assente

- Frase alla lavagna:  assente

- Curiosità: l'episodio è dedicato alla memoria di Tom Petty, apparso nell'episodio Come ho passato la mia vacanza a strimpellar e scomparso nel mese di ottobre del 2017[3].

- Nell'edizione italiana della serie la parola Damn it pronunciata da Lisa viene adattata con Porca Paletta.

## Fischio per fiasco
- Titolo originale: Whistler's Father
- Sceneggiatura: Tom Gammill, Max Pross
- Regia: Matthew Faughnan
- Messa in onda originale: 15 ottobre 2017
- Messa in onda italiana: 3 ottobre 2018

Marge viene assunta da Tony Ciccione affinché arredi il suo bordello. Nel frattempo Homer scopre che Maggie può fischiare.
- Guest stars:  Nick Fascitelli (Professor Whistler), Joe Mantegna (Tony Ciccione)

- Gag del divano: i componenti della famiglia Simpson sono i mobili del salotto: Homer è il divano, Marge l'antenna della TV, Bart e Lisa due lampade e Maggie il dipinto della barca al centro della stanza. La gag termina con 5 divani antropomorfi che arrivano e che si siedono su Homer per guardare la TV.

- Frase alla lavagna:  È ingiusto giudicare un presidente in base ai suoi primi 300 giorni

## La paura fa novanta XXVIII
- Sceneggiatura: John Frink
- Regia: Timothy Bailey
- Messa in onda originale: 22 ottobre 2017
- Messa in onda italiana: 24 marzo 2020 (Disney+) - 20 febbraio 2021 (Italia 1)

Lo speciale di Halloween si apre con una scenetta animata in CGI, intitolata "I dolci di Domani", in cui i Simpson sono delle caramelle che sono state ricevute da dei bambini per Halloween assieme ad altri personaggi (anch'essi sotto i panni di caramelle). Quasi tutti i dolciumi vengono consumati e, alla fine, dopo la fine della festa, rimangono solo i Simpson che vengono posti sopra a una credenza vicino a un coniglio di cioccolato pasquale. Questi, disperato per essere stato abbandonato, muore, lasciando ad Homer e agli altri componenti della famiglia l'occasione per mangiarlo. Seguono poi 3 episodi: 

### L'e-sor-ella
Parodia de L'esorcista in cui Homer compra involontariamente su Amazon una statuetta irachena ritraente un demone di nome Pazuzu, che prende il possesso di Maggie.

### Coralisa
Parodia del film Coraline in cui Lisa scopre nella sua stanza un passaggio segreto che la porta a una versione tridimensionale di casa sua, abitata da delle versioni alternative dei suoi familiari con dei bottoni al posto degli occhi. 

### MMM.... Homer
Mentre sua moglie e i figli sono in viaggio con Patty e Selma, Homer mangia tutti i cibi depositati in casa, cosa che lo porta poi a diventare un cannibale e a mangiare sempre più pezzi del suo corpo.
- Guest stars:  William Friedkin (Dr. Kenneth Humphries), Neil Gaiman (Palla di neve), Ben Daniels (prete irlandese, doppiato in italiano da Davide Marzi), Mario Batali  (sé stesso)
- Gag del divano:  assente
- Frase alla lavagna:  assente

## Nonno, mi senti?
- Titolo originale: Grampy Can Ya Hear Me
- Sceneggiatura: Bill Odenkirk
- Regia:  Mike B. Anderson, Bob Anderson
- Messa in onda originale: 22 ottobre 2017
- Messa in onda italiana: 4 ottobre 2018

Per il suo compleanno Nonno Simpson riceve un apparecchio acustico da un residente del Castello di Riposo. Appena lo indossa gli si apre un mondo di suoni. Felice, si precipita a Casa Simpson per mostrar loro il bel regalo ma si rattristisce profondamente quando finalmente riesce a sentire quello che in realtà i suoi familiari dicono di lui. Nonno Simpson sparisce e Homer lo cerca invano. Finalmente fa ritorno a casa dove i Simpson lo inondano di belle parole anche se già preparate prima. Nel frattempo Skinner scopre che da ragazzo era stato ammesso all'università Ohio State dove voleva partecipare alla banda marciante ma sua madre gli aveva mentito dicendo che non era stato ammesso. Sconvolto se ne va di casa, visita l'università e poi torna a casa per un incontro/scontro con sua madre.
- Guest Stars: Nessuna
- Gag del divano: I Simpson attraversano varie ere storiche dalla loro immigrazione americana fino a un futuro nello spazio tutto ciò cambiando cognome.
- Frase alla lavagna: L'hooligan non è una professione

## Marge sindaca
- Titolo originale: The Old Blue Mayor She Ain't What She Used to Be
- Sceneggiatura: Tom Gammill e Max Pross
- Regia: Matthew Nastuck
- Messa in onda originale: 12 novembre 2017
- Messa in onda italiana: 5 ottobre 2018

Marge decide di candidarsi a sindaco, ma scopre ben presto che il compito non è così facile. Le sue proposte falliscono e il gradimento fra gli elettori è sempre più basso, finché non mette in mezzo Homer, che diventa lo zimbello dei cittadini, ma risolleva le sorti della posizione di Marge. Quando però si rende conto di non riuscire a conciliare il nuovo incarico con la famiglia e vede Homer deriso da tutti, torna sui suoi passi e lascia il posto di nuovo al sindaco Quimby.
Guest stars: assente
Gag del divano: i Simpson interpretano un film muto degli anni '50
Frase alla lavagna: Non chiederò al mio counselor perché non ha trovato un lavoro migliore

## Bowling Games: i ragazzi di fuoco
- Titolo originale: Singin' in the Lane
- Sceneggiatura: Ryan Koh
- Regia: Michael Polcino
- Messa in onda originale: 19 novembre 2017
- Messa in onda italiana: 8 ottobre 2018

Tra Boe e i suoi fedelissimi clienti/amici, Homer, Barney, Lenny e Carl, c'è un po' di maretta. Per cercare di recuperare, il barista migliora sia il servizio che il locale e appende alla parete una foto degli ''Amici birilli'', la vecchia squadra di bowling di Homer e compagni (settima stagione). Papà Simpson propone di riformare la squadra di cui Boe sarà coach. Vittoria dopo vittoria, si ritrovano a giocare le finali del campionato di Stato. Gli Amici birilli devono scontrarsi contro il gruppo fondario, composto da borsisti yuppie. Boe accetta una scommessa: se la sua squadra perderà la partita, lui ci rimetterà il suo bar e il suo buon nome. Se invece vince, gli avversari dovranno far vivere un'esperienza straordinaria all'intera squadra degli Amici birilli.
- Guest stars: Kevin Michael Richardson
- Gag del divano: Versione sottomarina della sigla di testa
- Frase alla lavagna: Non viviamo nella nostra pipì
- Curiosità: Il nome della squadra di bowling dei ''The Sidekicks'' (composta da Milhouse, Telespalla Mel, Lou e Smithers) nella versione italiana è sostituito dal nome ''Le telespalle''.

## Goodbye, Mr. Lisa
- Titolo originale: Mr. Lisa's Opus
- Sceneggiatura: Al Jean
- Regia: Steven Dean Moore
- Messa in onda originale: 3 dicembre 2017
- Messa in onda italiana: 9 ottobre 2018

In quest'episodio Lisa ormai ha 18 anni e sta scrivendo la sua tesina per l'ammissione ad Harvard, nella quale ripercorre la sua vita: dalle prime parole ai traumi infantili, quando tutta la famiglia ha dimenticato il suo settimo compleanno, ad esempio. O quando a 14 anni Homer pensa che ne compia 12. Durante un flashback dei suoi 14 anni, Lisa trova una lettera di Marge che comunica a Homer la sua intenzione di lasciarlo. Lisa obbliga suo padre a rimettersi in forma e a smettere di bere, cosa che Homer porta a compimento grazie all'aiuto di Flanders. Alla fine Lisa riesce a entrare ad Harvard, dove trova la sua prima vera amica, Valerie.
- Guest stars: Kevin Michael Richardson, Kat Dennings (Valerie, doppiata in italiano da Domitilla D'Amico), Valerie Harper (Signorina Myles), Norman Lear (sé stesso), Kipp Lennon (falso Michael Jackson, cameo), Jon Lovitz (Artie Ziff, doppiato in italiano da Vittorio Guerrieri)
- Gag del divano: I Simpson vengono rappresentati prima su una statua con la scritta "Confidiamo nelle gag del divano", poi successivamente vengono rappresentati su un'effigie di una moneta con la scritta "Ciucciatis meis calzinis". Quella stessa moneta viene data dal Sig. Burns a Homer come suo aumento, con disappunto del padre di famiglia.
- Frase alla lavagna: assente

## Gone Boy
- Titolo originale: Gone Boy
- Sceneggiatura: John Frink
- Regia: Rob Oliver
- Messa in onda originale: 10 dicembre 2017
- Messa in onda italiana: 10 ottobre 2018

A Bart scappa la pipì e così si addentra in un bosco dove finisce in una specie di tombino che si rivela essere una vecchia base militare in cui viene custodito un missile di 50 anni fa. Marge si dispera molto per questa vicenda. L'intera comunità di Springfield partecipa alle ricerche senza alcun esito. Anche Telespalla Bob, detenuto fuori di prigione per svolgere un servizio sociale, viene coinvolto. L'odio per Bart riaffiora e Telespalla Bob decide che deve ucciderlo. Milhouse, che nel frattempo ha ritrovato Bart, ma non rivela la notizia alla famiglia per godersi gli abbracci di Lisa, viene costretto da Bob a condurlo da Bart. Egli, dato per morto, riesce con ingegno a fare una brevissima telefonata a sua madre e la famiglia Simpson riprende subito le sue ricerche. Telespalla Bob sta per spedire sia Bart che Milhouse raddoppiati nello spazio legati entrambi al missile, ma, proprio sul più bello, ha un rimorso di coscienza.
- Guest stars: Kelsey Grammer (Telespalla Bob, doppiato in italiano da Gianni Giuliano), John Fitzgerald Kennedy (registrazione dagli archivi militari statunitensi), Shaquille O'Neal / italiana: Simone D'Andrea (voce italiana psicoterapeuta penitenziale di Telespalla Bob[4])
- Gag del divano: Versione natalizia della sigla di testa e gag del divano dove i Simpson diventano pop-corn decorativo per l'albero di Natale.
- Frase alla lavagna: Gli angeli di neve non sono barboni congelati.

## Haw-Haw Land
- Titolo originale: Haw-Haw Land
- Sceneggiatura: Tim Long e Miranda Thompson
- Regia: Bob Anderson
- Messa in onda originale: 7 gennaio 2018
- Messa in onda italiana: 11 ottobre 2018

Lisa va a un convegno di scienza e tecnologia e qui conosce un bravissimo musicista di nome Brendan, che la corteggia. Poco dopo scopre che Brendan si è appena trasferito a Springfield e che andrà nella sua stessa scuola. Qui, Nelson si mette in competizione con lui per cercare di conquistare Lisa e quindi si iscrive a un talent show in cui vuole suonare per fare colpo su di lei. Ma Lisa sceglie Brendan, il quale però sul più bello viene mandato via perché, per pochi metri, la sua residenza non rientra nel distretto della scuola elementare. Nel frattempo Bart si appassiona alla chimica e si dedica a vari esperimenti, mettendo alla prova la fiducia dei genitori. 
- Guest stars: Ed Sheeran (Brendan, doppiato in italiano da Federico Campaiola) / italiana: Gerolamo Alchieri (chimico sul video visto da Bart e Milhouse)
- Gag del divano: assente e sostituita da una parodia della scena iniziale di La La Land (da qui il titolo dell'episodio).
- Frase alla lavagna: assente
- Curiosità: Nella versione italiana il Damn it detto da Milhouse è stato adattato in Mannaggia.

## Frink testa teste
- Titolo originale: Frink Gets Testy
- Sceneggiatura: Dan Vebber
- Regia: Chris Clements
- Messa in onda originale: 14 gennaio 2018
- Messa in onda italiana: 12 ottobre 2018

Il signor Burns, spaventato da una profezia di Nostradamus che prevede la fine del mondo, decide di costruire un'arca. Incarica i cervelloni di Springfield di individuare i cittadini con il Q.I. più alto da portare con sé. Il professor Frink propone un nuovo test: il QVP (Quoziente Valore Personale). Tutti i cittadini sono obbligati a sottoporsi al test e i risultati sconvolgono la famiglia Simpson: il quoziente di Lisa è di poco inferiore a quello di Ralph e la piccola viene colta da una profonda crisi, mentre Bart inizialmente risulta il ciuccio dei ciucci, ma poi si verrà a scoprire che Homer è quello che ha fallito il test. Papà Simpson sprofonda in una forte depressione, ma l'amore di Marge lo salverà.
- Guest stars: Valerie Harper (Ispettrice Perkins), Maurice LaMarche (Orson Welles)
- Gag del divano: Il divano concepisce il suo bambino
- Frase alla lavagna: Lo strangolamento non è un metodo di educazione genitoriale (scritta da Homer)

## Dove c'è Homer non c'è arte
- Titolo originale: Homer Is Where the Art Isn't
- Sceneggiatura: Kevin Curran
- Regia: Timothy Bailey
- Messa in onda originale: 18 marzo 2018
- Messa in onda italiana: 15 ottobre 2018

Alla casa d'aste di Gavelby, Homer e Mr. Burns non riescono a battere la magnate della tecnologia Megan Matheson, che si aggiudica il dipinto "La poetessa" di Joan Miró. Homer è ossessionato da questo dipinto, fino al punto di tentare di rubarlo alla fine dell'asta. Una volta che il dipinto arriva a casa sua, Megan scopre che è stato rubato, e il detective Manacek viene chiamato per risolvere il caso.
Manacek va da Megan, sospettoso perché lei ha assicurato il dipinto per 30 milioni di dollari, il doppio di quanto l'ha pagato: lei nega l'accusa e manda Manacek nella villa di Burns. Quest'ultimo, pur non sopportando di essere stato superato da una donna, respinge l'accusa e manda Manacek al sospettato finale, Homer, a causa dell'ossessione che ha mostrato al riguardo. Alla centrale nucleare, Homer dimostra a Manacek quanto desideri avere il dipinto, ma nega di averlo rubato. La sera, Marge si presenta nell'appartamento di Manacek per convincerlo che Homer è innocente, ma lui risponde che avrebbero parlato solo a cena. Così Marge lo invita a cena a casa sua con la loro famiglia.
Dopo cena, Homer va nel panico quando Manacek e Marge iniziano a parlare. Bart e Marge spiegano a Manacek come Homer, mentre accompagnava Bart e i suoi compagni di classe a una visita al Museo d'Arte di Springfield, sia diventato ossessionato per quel dipinto, tanto da sognarlo perfino di notte. Lisa poi rivela che Homer le ha confidato del dipinto, e questo ha creato un interesse comune tra loro. Quando Homer e Lisa sono tornati al museo, hanno scoperto che sarebbe stato chiuso per sempre, e che il dipinto "La poetessa" veniva spedito a una casa d'aste. I cittadini di Springfield hanno protestato per la chiusura del museo mentre il sindaco Quimby ha spiegato il motivo dei tagli alle spese, compreso il taglio di 1/3 del dipartimento di polizia di Springfield con Eddie licenziato, facendo così terminare la protesta. Homer ha quindi deciso di partecipare nell'asta per salvare il dipinto, e ha cercato di rubarlo al termine dell'asta.
Al termine del racconto, si scopre che Homer è fuggito da casa: Manacek lo trova al museo e gli assicura che è innocente perché lo trova troppo fesso per rubare qualcosa. Manacek riunisce poi tutti i sospetti nel museo e rivela che Megan e Burns sono i ladri del dipinto. Megan ha assunto i gemelli delle guardie di sicurezza che hanno stordito i loro fratelli e preso il loro posto, per simulare il furto e incassare la polizza assicurativa per la sua ragazza. Tuttavia, Burns ha costruito un'identica casa d'aste accanto all'originale: le guardie hanno prelevato una copia del dipinto dalla casa d'aste costruita da Burns, e lui ha potuto rubare il dipinto che non aveva mai lasciato il caveau della casa d'aste originale.
Dopo che Megan Burns e vengono arrestati, e il dipinto viene recuperato dalla villa di Burns, Manacek rivela che il vero colpevole è nientemeno che Lisa stessa, in quanto il dipinto non è altro che la sua borsa di tela. Lisa spiega che ha scambiato segretamente il dipinto prima dell'asta, per non lasciare che un miliardario nascondesse l'opera in un posto dove nessuno, come Homer, potrà mai innamorarsene. La proprietà del dipinto ritorna alla città, e il dipinto viene consegnata al sindaco Quimby, che sceglie di conservarla all'Arena di Football di Springfield costruita con i soldi ricavati dalla vendita delle opere, dove Homer e Lisa possono felicemente andare a vedere assieme il dipinto.
Durante i titoli di coda, ci sono diversi sequenze di Manacek come se facessero parte di un programma televisivo poliziesco.
- Guest stars: Bill Hader (Detective Manacek, doppiato in italiano da Guido Di Naccio), Cecily Strong (Megan Matheson, doppiata in italiano da Laura Romano)
- Gag del divano: assente
- Frase alla lavagna: assente

## Quadretto di famiglia
- Titolo originale: 3 Scenes Plus a Tag from a Marriage
- Sceneggiatura: Tom Gammill e Max Pross
- Regia: Matthew Nastuk
- Messa in onda originale: 25 marzo 2018
- Messa in onda italiana: 16 ottobre 2018

Dopo aver visto un film di supereroi, comprese tutte le sequenze dei titoli di coda su insistente richiesta di Bart e Lisa, la famiglia torna a casa da Capital City. Homer e Marge iniziano a raccontare la storia di come vivevano lì prima di sposarsi e, non appena osservano il loro vecchio appartamento, invitano i bambini a visitarlo.
Incontrano così i nuovi proprietari dell'alloggio, che consegnano a Marge la sua posta che arriva ancora a quell'indirizzo. Continuano a raccontare la loro storia, di come Marge era una fotografa che lavorava per una società di notizie guidata da J.J. Gruff mentre Homer lavorava in una nuova compagnia chiamata Flashmouth, andavano alle feste, a guardare film, a guardare le stelle cadenti sopra una macchina; poi è arrivato Bart e tutto è cambiato.
Le loro carriere vanno in declino: Homer perde il lavoro e Marge viene minacciata da J.J. Gruff di essere sostituita da Barbara Popparella se non avesse scritto un nuovo pezzo sulla vita notturna.
Cercando di scrivere un articolo, Marge intervista John Baldessari, ma Homer e Bart entrano nella galleria dopo che la macchina è finita su un traghetto mentre Homer si era addormentato alla guida, e Bart inizia a fare scherzi, distruggendo un'opera d'arte. Quando Marge presenta a J.J. le foto dell'opera d'arte distrutta, viene licenziata perché la rivista ha perso i propri inserzionisti pubblicitari grazie allo scherzo di Bart.
Bart viene poi bandito dalla scuola materna, e Homer e Marge cercano aiuto nella Chiesa. La soluzione offerta dal reverendo Lovejoy è un video intitolato "Figlio Problematico", che suggerisce che la soluzione ai bambini turbolenti è quella di avere un secondo figlio. Così Homer e Marge hanno deciso di avere Lisa.
Al termine del racconto, ciò che hanno appreso i nuovi proprietari dell'alloggio appare così terribile che la futura moglie se ne va di casa, ma i Simpson riescono a farle cambiare idea sforzandosi di sorridere e mostrandole di essere una famiglia felice.
Nell'ultima scena la famiglia ritorna a Springfield, mentre Lisa inizia a chiedere altre storie sul loro passato. Si fermano ai Doughy Dozen Bagels per mangiare dei bagel. Homer e Marge sono soli, ma sono disturbati dai bambini che si muovono in macchina mentre il nonno sta badando a loro.
- Guest stars: John Baldessari (sé stesso), Kevin Pollak (Ross, Bagel Man e Professor Thernstrom), J. K. Simmons (J.J. Gruff, doppiato in italiano da Achille D'Aniello)
- Gag del divano: Una sequenza animata di Bill Plympton, basata sul suo cortometraggio Your face, cantata da Homer e che termina con la famiglia sul divano.
- Frase alla lavagna: assente

## Paure di un clown
- Titolo originale: Fears of a Clown
- Sceneggiatura: Michael Price
- Regia: Steven Dean Moore
- Messa in onda originale: 1º aprile 2018
- Messa in onda italiana: 17 ottobre 2018

Il preside Skinner dice al giardiniere Willie che intende andare in pensione: Martin scopre il segreto e lo spiffera a tutta la scuola. Durante i saluti finali, Skinner sceglie Bart Simpson in rappresentanza degli alunni per il suo addio. Bart cerca di colpirlo alla testa con un sasso lanciato dalla sua fionda, ma Skinner lo evita e si scopre che il pensionamento era solo uno stratagemma per fare uno scherzo a Bart dopo essere stato preso in giro da lui per anni.
Sentendosi imbarazzato e arrabbiato, Bart sceglie di portare a termine l'ultimo scherzo a tutto il corpo docente, incollando sulla faccia di Skinner, del giardiniere Willie, del sovrintendente Chalmers e di tutti gli insegnanti le maschere di plastica di Krusty il Clown, usando una super-colla. Sfortunatamente questo fa sì che la gente di Springfield inizi a essere terrorizzata dai pagliacci (tra cui proprio Krusty il Clown).
Intanto Bart si presenta al tribunale minorile, e sta per essere assolto in base al principio "i maschi sono maschi", quando Marge obietta e dice al giudice Dowd che Bart deve imparare le conseguenze delle sue azioni, così il giudice lo condanna a 28 giorni in un centro di riabilitazione. Anche se Marge ha agito per il bene di Bart, non sa se è stata davvero la cosa giusta da fare.
Poi Homer, Marge e Lisa vanno da Krusty, che nel frattempo ha smesso di essere un personaggio comico e ha anche perso l'aspetto e il trucco da clown. Lisa cerca di convincerlo a trasformarsi in un attore serio, così Krusty prende parte a "La brutta giornata del commesso viaggiatore", una parodia di "Morte di un commesso viaggiatore", scritta da Llewellyn Sinclair (alla sua seconda apparizione dopo "Un tram chiamato Marge") per non pagare i diritti.
Nel frattempo Bart, durante una sessione al centro di riabilitazione, mette delle puntine sulla sedia del dottore, che però se ne accorge e chiedere a Marge di entrare e sedersi al suo posto, facendo in modo che Bart fermi lo scherzo e completi il primo passo del suo trattamento.
Successivamente a teatro, durante le prove, Sinclair motiva Krusty, facendolo diventare un attore serio fino a quando il suo sé da clown appare nella sua mente, dicendogli che è ancora un clown e nient'altro.
Dopo aver terminato la riabilitazione, Bart va a scusarsi con le persone a cui ha fatto degli scherzi. Tuttavia, con l'incoraggiamento di Willie, Bart ha in programma di fare l'ultimo scherzo, mettendo in scena delle finte scuse in palestra, con il reale intento di far cadere decine di palloncini d'acqua sui presenti. Quando però vede Marge tra il pubblico, cerca di dire alla gente di scappare, ma il peso dei palloncini rompe la rete, inondando d'acqua tutti i presenti: Marge se ne va dicendo che "la maternità fa schifo", mentre Homer sentenzia che "i maschi sono maschi".
La notte dello spettacolo, Krusty è ancora perseguitato dal suo vecchio essere clown. Durante la recita, mentre Krusty cerca di calmare la voce nella sua mente, fa ridere il pubblico. Si rende conto che non è un attore serio, ma un pagliaccio, e inizia a fare buffonate comiche.
Nella scena finale, mentre Krusty recita, viene osservato dai fantasmi di Krusty, Arthur Miller, Lord Hyman Krustofsky e William Shakespeare.
- Guest stars: Andy Daly (Giudice Dowd), Damian Kulash (sé stesso), Dawnn Lewis (Giudice Bailiff del Tribunale dei Minori), Jon Lovitz (Llewellyn Sinclair), Jackie Mason (Rabbino Hyman Krustofsky, doppiato in italiano da Sandro Acerbo), Tim Nordwind (sé stesso)
- Gag del divano: La famiglia corre in un museo della televisione e si siede sul divano, con una targa che celebra i 636 episodi, ma Lisa li informa che sono in anticipo di 4 episodi.
- Frase alla lavagna: Questo è l'ultimo episodio, poi Bart gira la lavagna mostrando la scritta Pesce d'Aprile

## Nessuna buona lettura rimane impunita
- Titolo originale: No Good Read Goes Unpunished
- Sceneggiatura: Jeff Westbrook
- Regia: Mark Kirkland
- Messa in onda originale: 8 aprile 2018
- Messa in onda italiana: 18 ottobre 2018

Dopo che Marge costringe tutti in famiglia a rinunciare ai loro tablet e cellulari per andare in un vecchio negozio di libri, Bart scopre che può usare il libro L'arte della guerra per manipolare Homer e permettergli di andare al convegno Tunnelcraft. Homer legge a sua volta il libro, e manipola Bart iniziando a comportarsi e ad agire come Flanders.
Nel frattempo, Marge acquista un vecchio libro chiamato "La Principessa nel giardino", ma si rende conto che è culturalmente offensivo. Decide così di riscriverlo per cambiarne gli stereotipi e i cliché ma, dopo averlo letto a Lisa, entrambe concordano sul fatto che ha perso significato. Allora Lisa porta portare Marge alla Springfield University, dove le viene detto che i critici moderni leggono il libro come una satira sovversiva della conformità. Tuttavia, Marge non è del tutto convinta, e anche i critici ammettono di non crederci del tutto.
- Guest stars: Daniel Radcliffe (sé stesso, doppiato in italiano da Alessio Puccio), Jimmy O. Yang (Sun Tzu, doppiato in italiano da Marco Mete)
- Gag del divano: Una mano unisce i puntini disegnando la famiglia, ma Homer è disegnato con tre occhi ed esclama D'oh!.
- Frase alla lavagna: April Showers non ha frequentato il Presidente

## Andiamo ai materassi!
- Titolo originale: King Leer
- Sceneggiatura: Daniel Furlong e Zach Posner
- Regia: Chris Clements
- Messa in onda originale: 15 aprile 2018
- Messa in onda italiana: 19 ottobre 2018

La famiglia Simpson è a scuola, dove Bart deve scegliere un nuovo strumento musicale, e sceglie il violino: se lo rompe, Homer dovrà pagarlo. Da quel momento, Bart insulta Homer con la minaccia di rompere il suo violino. Homer salva il violino più volte, ma quando per salvarlo rompe il suo boccale di birra, impazzisce e distrugge il violino.
Poi Homer va al bar di Boe per un drink. Boe riceve una telefonata, si infuria col chiamante e manda rabbiosamente i clienti fuori dal suo bar. Homer chiama Marge per portarlo a casa, quando vedono che Boe lascia il bar e iniziano a seguirlo, per scoprire che Boe combatte con suo padre, Morty Szyslak. Più tardi Boe racconta a Marge e Homer che tutta la sua famiglia vendeva materassi: Boe, suo padre, suo fratello Marv e sua sorella Minnie. Boe aveva il compito di sabotare il negozio rivale spargendo cimici sui loro materassi, ma all'ultimo momento si è rifiutato; nello stesso tempo, i rivali hanno sabotato i negozi della famiglia di Boe, facendoli chiudere tutti tranne tre, e facendo in modo che Boe venisse cacciato di casa.
Homer e Marge cercano di riunire la famiglia Szyslak, invitando tutti i componenti a cena. La famiglia di Boe inizia a litigate, così Marge e Homer portano un televisore in sala da pranzo per mostrare ai Szyslayk i bei momenti trascorsi nelle pubblicità dei materassi. Dopo essersi rivisti in uno spot andato in onda nel periodo natalizio, si riuniscono. Morty dà a Marv la chiave di un negozio, a Minnie la chiave di un altro negozio, e infine a Boe la chiave del terzo negozio. Alla riapertura del negozio di materassi di Boe, dove tutti i cittadini sono riuniti, Boe mostra un nuovo spot in cui è protagonista assieme a Marv e Minnie. Presto però si rende conto che l'intento di suo fratello e sua sorella era di sabotarlo e screditare il suo negozio facendo credere che su ogni suo materasso sia morto qualcuno.
Da quel momento, Boe e i suoi fratelli iniziano a sabotarsi a vicenda. Marge, dopo esserne venuta a conoscenza, va a dire a Morty che i suoi figli stanno combattendo tra loro, e chiede il suo aiuto.
Marge, Homer e il padre di Boe vanno al magazzino dove Boe e suo padre stavano combattendo all'inizio dell'episodio: Boe annuncia che distruggerà i materassi di suo fratello e di sua sorella con le cimici, ma non i suoi, perché sono nascosti altrove. Morty lo incoraggia a farlo, ma ancora una volta Boe non ci riesce, e Marge gli dice che lui è un brav'uomo e che alcune famiglie non devono stare assieme. Boe però rompe accidentalmente il barattolo con le cimici e tutti fuggono dall'edificio, grattandosi.
- Guest stars: Ray Liotta (Morty Szyslak, doppiato in italiano da Ambrogio Colombo), Debi Mazar (Minnie Szyslak, doppiata in italiano da Francesca Manicone), Jonathan Schmock (commesso del Johnny Bermuda)
- Gag del divano: assente
- Frase alla lavagna: assente

## Sax o non sax
- Titolo originale: Lisa Gets the Blues
- Sceneggiatura: David Silverman e Brian Kelley
- Regia: Bob Anderson
- Messa in onda originale: 22 aprile 2018
- Messa in onda italiana: 22 ottobre 2018

A scuola il professor Largo scoraggia Lisa a continuare a suonare il sassofono, e viene supportato in questo dal preside Skinner; nello stesso tempo, in mensa, Bart viene ridicolizzato dai bulli davanti a tutti. A casa, Marge chiede a Lisa di suonare di fronte alla famiglia, ma lei non ci riesce. Cercando su Internet, Lisa scopre di avere un disturbo incurabile chiamato "YIP", che disabilita un esecutore esperto senza alcun motivo.
Marge propone un viaggio a Gainesville, in Florida, con grande costernazione del resto della famiglia Simpson, per il 100º compleanno di sua bis-prozia Eunice, nella speranza che Lisa riacquisti la sua fiducia. In aereo, Homer e Bart riescono a far partire una protesta tra i passeggeri, costringendo l'aereo a cambiare destinazione e si dirige a New Orleans.
Qui Marge cerca di rallegrare Lisa, che però si abbatte vedendo musicisti migliori di lei. Allora ci prova Homer, ma anche lui senza successo. Mentre passeggia con Lisa per New Orleans, però, Homer inizia ad apprezzare le specialità locali, e gira tutti i ristoranti della città rimpinzandosi di cibo.
Nel frattempo, Marge cerca di rendere New Orleans interessante per Bart, che viene attratto da un negozio di voodoo, in cui inizia a tramare vendetta contro Secco, Spada e Patata che lo avevano umiliato in mensa.
Homer e Lisa, proseguendo il loro giro, trovano una statua di Louis Armstrong che prende vita dopo il desiderio di Lisa: Louis esorta Lisa a godersi la città e ad ascoltare Homer. Alla sera entrano nel locale "The Spotted Cat" ("Il gatto pezzato"), dove Lisa viene inviata sul palco dal nipote di "Gengive sanguinanti" Murphy (che loro chiamavano Oscar), e la convince a riprendere a suonare il sassofono, prima davanti al pubblico del locale, e poi anche una volta tornata a casa.
- Guest stars: Dawnn Lewis (copilota), Trombone Shorty (sé stesso)
- Gag del divano: Prima della sigla vengono mostrate le prime due parti del corto The Aquarium dal The Tracey Ullman Show. Poi la famiglia tenta di fare una gag a tema taglialegna, ma Lisa non si fa vedere.
- Frase alla lavagna: Non scommetterò con Bart sulla Final Four (scritta da Homer)

## Perdona e rimpiangi
- Titolo originale: Forgive and Regret
- Sceneggiatura: Bill Odenkirk
- Regia: Rob Oliver
- Messa in onda originale: 29 aprile 2018
- Messa in onda italiana: 23 ottobre 2018

Uscendo in auto dal bar di Boe, Homer colpisce accidentalmente un lampione: appare un uomo, che chiede a Homer di vendergli la sua auto per 500 dollari per riparare i danni al lampione, e Homer accetta perché la sua auto verrà utilizzata in una gara di auto da demolizione e ha ricevuto dei biglietti omaggio. Mentre tutta la famiglia è alla gara, il nonno ha un attacco di cuore, e Homer decide di rinunciare a vedere la sua auto vincere la gara per portare il nonno all'ospedale. Sul letto di morte, il nonno fa una confessione sorprendente a Homer, che lo perdona.
Il nonno però sopravvive, e Homer inizia a sentirsi a disagio per la confessione che gli ha fatto suo padre, tanto che il loro rapporto si deteriora ulteriormente. Homer inizia a ignorare il nonno, così la famiglia li porta in un centro commerciale, dove i due partecipano a una sessione di "Escape room" in cui devono collaborare per risolvere gli enigmi e uscire dalla stanza, ma il tentativo non funziona.
Alla fine, Homer rivela alla famiglia il segreto confessatogli dal nonno: quando era piccolo, Homer preparava delle torte assieme a sua madre Mona, che raccoglieva tutte le ricette in un portapranzo. Quando Mona se ne è andata di casa, il nonno era furibondo e, nel tentativo di dimenticarla, ha gettato la scatola con le ricette da una scogliera, dicendo però a Homer che se la era portata via lei.
La famiglia va quindi alla casa di riposo per sgridare il nonno, solo per scoprire che lui, che ora si sente in colpa per quello che ha fatto molti anni fa, sta andando alla scogliera per cercare le ricette. Homer ha intenzione di fermarlo, ed entrambi stanno per cadere dalla scogliera, quando vedono la scatola delle ricette: il nonno, per consentire a Homer di raggiungerla, si lascia cadere, sacrificandosi, ma per fortuna atterra sul letto che aveva gettato dalla scogliera molti anni prima. Quando però Homer apre la scatola, vede che è vuota.
Tornando a casa, la famiglia si ferma in una locanda, dove Homer riconosce che la torta ha lo stesso sapore di quella che era solito preparare con sua madre. La cameriera gli dice che ha trovato le ricette cadere giù dalla scogliera quando il nonno le ha gettate, e le consegna ad Homer, che si riconcilia così col nonno.
Alla fine dell'episodio, Homer ricompra la sua vecchia macchina, scoprendo che il gatto è sempre stato chiuso lì dentro.
- Guest stars: Glenn Close (Mona Simpson, doppiata in italiano da Ludovica Modugno)
- Gag del divano: assente
- Frase alla lavagna: assente

## Tiro mancino
- Titolo originale: Left Behind
- Sceneggiatura: Al Jean, Joel H. Cohen e John Frink
- Regia: Lance Kramer
- Messa in onda originale: 6 maggio 2018
- Messa in onda italiana: 24 ottobre 2018

Durante la cena, tutta la famiglia esce per vedere un'eclissi solare, tranne Homer che rimane dentro e continua a mangiare. Marge è irritata dall'apatia di Homer, così lui la porta fuori per un appuntamento romantico il giorno successivo. Quando Homer e Marge tornano dal loro appuntamento, Ned Flanders viene da loro in cerca di consigli: ora è disoccupato, dopo essere stato costretto a chiudere il suo negozio, il Mancinorium.
Homer organizza un colloquio di lavoro alla centrale nucleare, e Flanders viene assunto come nuovo capo delle risorse umane, mentre Rod e Todd rimangono con i Simpson, con Todd che dà sui nervi a Lisa. Al lavoro, però, i metodi pesanti di Flanders irritano gli altri impiegati, in particolare Homer. Di notte Homer prega affinché Flanders venga licenziato, e questo avviene il giorno successivo, quando Ned suggerisce al signor Burns che la centrale dovrebbe dare soldi in beneficenza.
Flanders prova altri lavori, tra cui istruttore di danza su navi da crociera, fotografo per la rivista Rolling Stone e venditore di Bibbie lungo la strada, ma ogni volta fallisce e diventa depresso. Marge suggerisce a Flanders di seguire l'esempio di Gesù e di fare il maestro, portandolo a diventare insegnante supplente alla scuola elementare di Springfield, ma viene rapidamente sopraffatto da tutti gli studenti disobbedienti nella classe di Bart e si dimette dopo che Bart viene costretto da Nelson a sputare con la cerbottana sui baffi di Flanders.
Homer e Bart vanno da Boe, e si sfogano per aver rovinato la vita di Flanders; più tardi vanno a casa di Ned per scusarsi e convincerlo a tornare a insegnare. Flanders è titubante, ma Bart lo convince ricordandogli l'ex insegnante di Bart, e defunta moglie di Flanders, Edna Caprapall.
Bart e Flanders organizzano quindi un piano per convincere gli studenti a essere obbedienti: usando una serie di trucchi pilotati da Bart, lui e Flanders riescono a calmare gli studenti facendo credere loro che si tratti di atti creati da Dio per spaventarli. Flanders riacquista così fiducia nelle sue doti di insegnante, e ringrazia Bart per l'aiuto.
- Guest stars: Michael Dees (canta My Funny Valentine), Marcia Wallace (Edna Caprapall, audio di repertorio/italiana: Franca Lumachi)
- Gag del divano: Il divano si trasforma nella cabina di una ruota panoramica.
- Frase alla lavagna: assente

## Getta il nonno in Danimarca
- Titolo originale: Throw Grampa from the Dane
- Sceneggiatura: Rob LaZebnik
- Regia: Michael Polcino
- Messa in onda originale: 13 maggio 2018
- Messa in onda italiana: 25 ottobre 2018

I Simpson si svegliano e trovano la loro casa completamente allagata, perché la sera prima avevano piantato un chiodo che ha accidentalmente perforato un tubo dell'acqua. Ricevono dall'assicurazione un indennizzo di 102 dollari e un alloggio temporaneo di sei mesi, ma devono lasciare la casa mentre il danno viene riparato. Il nonno chiede di utilizzare i soldi per finanziare un'operazione importante, di cui preferisce non parlare. Dopo che il dott. Nick si dimostra inefficace, Lisa parla dell'assistenza sanitaria gratuita della Danimarca e Marge suggerisce di utilizzare il pagamento dell'assicurazione e le ferie di Homer per fare un viaggio di famiglia in Danimarca.
Arrivati a Copenaghen affittano un appartamento, e il proprietario mostra loro la città: Marge e Lisa sono affascinati dalla cultura danese, e assieme a Bart iniziano a contemplare l'idea di trasferirsi in Danimarca per almeno un semestre. Nel frattempo Homer cerca senza successo di aiutare il nonno a ferirsi, perché è l'unico modo per i non danesi di ottenere assistenza sanitaria gratuita.
Marge chiede a Homer di trasferirsi in Danimarca, e lui inizia a prendere in considerazione la possibilità. Fa però un ultimo tentativo, spingendo il nonno da una rampa di scale, ma il nonno si aggrappa alla gamba di Homer confessando che l'intervento di cui ha bisogno non è chirurgico, ma è solo la rimozione di un tatuaggio a forma di cuore con il nome di Mona. Mentre Homer e il nonno affogano i loro dolori per la morte di Mona in un bar, una donna danese si avvicina a Homer e lo coinvolge in una danza: Marge li vede attraverso la finestra e, devastata, scappa, con Homer che la segue.
Dopo aver chiarito, Marge dice comunque a Homer che non tornerà a casa con lui, e nemmeno i bambini, desiderando rimanere indefinitamente in Danimarca. All'aeroporto, Homer inizia a pentirsi di partire senza Marge, così torna da lei e le comunica la sua decisione di rimanere a Copenaghen con lei. Marge è contenta, ma ammette di avere ripensamenti a causa di problemi di spazio e sistemazione nell'appartamento, e per la breve durata della giornata. Tutta la famiglia decide quindi di tornare a Springfield; prima di andarsene, portano il nonno in un negozio di tatuaggi (anche questo sovvenzionato dallo Stato) dove il tatuatore modifica il tatuaggio di Mona in un tatuaggio di limonata.
- Guest stars: Sidse Babett Knudsen (donna nel bar danese), Alessandra Korompay (donna nel bar danese ed. italiana)
- Gag del divano: Da 5 stampanti escono altrettanti fogli raffiguranti ognuno dei Simpson, ma nella stampante da cui esce Homer si inceppa la carta.
- Frase alla lavagna: assente

## La scala di Flanders
- Titolo originale: Flanders' Ladder
- Sceneggiatura: J. Stewart Burns
- Regia: Matthew Nastuk
- Messa in onda originale: 20 maggio 2018
- Messa in onda italiana: 26 ottobre 2018

Bart fa uno scherzo a Lisa e pubblica una sua foto circondata dai suoi vestiti sporchi su Internet. A cena, durante un temporale, la linea elettrica viene colpita da un fulmine, disconnettendo la famiglia da Internet.
Per passare il tempo, la famiglia riattiva il videoregistratore per vedere vecchie cassette, ma, quando questo si rompe, Bart e Homer vanno a casa di Ned Flanders per rubare il suo router. Bart sale la scala per andare in soffitta, ma perde l'equilibrio e viene colpito da un fulmine, cadendo in coma. Il dottor Hibbert afferma che Bart starà bene finché la famiglia gli parlerà e lo rassicurerà. Tuttavia, Lisa viene lasciata sola con Bart, e poiché è stata vittima di un suo scherzo, si vendica inducendogli degli incubi.
Bart si sveglia nel suo letto quando arriva il fantasma di Maude Flanders, spaventandolo. Successivamente arriva Milhouse, mentre Bart sta decorando la casa sull'albero con delle croci per tenere fuori i fantasmi, ma questo non funziona con il fantasma di Maude. Milhouse suggerisce a Bart di parlare con il suo psichiatra Samuel Elkins, ma quest'ultimo si rivela essere un fantasma: si era suicidato cinque minuti prima dell'appuntamento con Bart, con l'intenzione di indurre sensi di colpa nei suoi pazienti.
Elkins dice quindi a Bart che questo è un dono per vedere e comunicare con i morti; gli chiede di aiutarlo a vendicarsi di un medico rivale e, dopo che Bart gli ha offerto il suo aiuto, il medico può finalmente passare all'aldilà. Altri fantasmi dei personaggi deceduti dello show chiedono aiuto a Bart, e lui fa quello che gli chiedono. Lisa, tuttavia, continua a dargli degli incubi finché il dottor Hibbert le consiglia di smettere, in quanto ciò potrebbe causargli danni irreversibili al cervello, e portarlo alla morte.
Mentre Lisa si scusa con Bart per le sue azioni, Homer entra con un pasto di Krusty Burger e, esausto, ripete che è morto, il che fa sprofondare Bart più a fondo in questo incubo, con grande orrore di Lisa. Nell'incubo, Bart accetta di aiutare Maude, che vuole vendicarsi di Homer per aver causato la sua morte. Bart quindi assolda i bulli per aggredire e spaventare Homer sparandogli delle magliette: lo spirito di Maude trova così la pace, mentre lo spirito di Homer si alza dal suo corpo. Questo non è ciò che Bart voleva, poiché non intendeva ucciderlo. Bart quindi supplica Homer di non andare in paradiso, mentre Lisa supplica Bart di restare con lei quando vede l'elettrocardiogramma piatto.
Mentre Homer inizia a salire in Paradiso, sentendo che non gli rimane più nulla, Bart, non volendo l'omicidio accidentale di suo padre sulla coscienza, spara una maglietta alla luce del Paradiso su cui si sta dirigendo Homer, distruggendola. Lo spirito di Homer cade e rientra nel suo corpo, ritornando in vita. Homer si infuria e strangola Bart per aver rovinato la sua opportunità, mentre Lisa continua a scusarsi con Bart, ammettendo di volergli bene e di rivolerlo indietro, e il polso ricomincia a battere. Bart si sveglia, con grande sollievo di Lisa, e quando lei ammette di avergli fatto venire degli incubi, Bart non è arrabbiato ma le chiede di insegnargli come farlo ad altre persone.
Più tardi, mentre la famiglia festeggia Bart per l'uscita dal coma, quest'ultimo confida a Lisa che durante gli incubi ha scoperto come moriranno tutti, raccontandole tutto nella scena finale attraverso una riuscita citazione del famoso epilogo della serie americana "Six Feet Under", che caratterizza emotivamente la puntata.
- Guest stars: Jackie Mason (Rabbino Hyman Krustofsky, doppiato in italiano da Sandro Acerbo)
- Gag del divano: Quando la famiglia arriva, manca il divano, così Marge suona una campana e subito arrivano gli Amish che costruiscono un divano di legno. Quando Homer si siede, si accorge che la TV non funziona, e uno degli Amish gli dice "Niente elettricità".
- Frase alla lavagna: assente